# Ludi Boeken
Ludi Boeken (* 1952 in Amsterdam) ist ein niederländischer Filmproduzent, Regisseur und Schauspieler.

## Leben
Ludi Boeken studierte an der London Film School und Geschichte in Tel Aviv.
Boeken arbeitete zunächst als Kriegsberichterstatter für die BBC und das niederländische Fernsehen und berichtete aus dem Nahen Osten, Lateinamerika und Afrika. Er drehte eine Reihe von Dokumentationen, die mehrere Preise gewannen.
2002 drehte Boeken seinen ersten Film als Regisseur: Britney, Baby, One More Time, dem weitere Filme folgten.
Von 2004 bis 2007 war er geschäftsführender Generaldirektor der Terranova, einem kommerziellen deutschen Fernsehsender.

## Filmografie (Auswahl)

### Als Produzent
- 1987: Land der Sehnsucht (Ha-Holmim, Regie: Uri Barbash)
- 1988: Wo immer du bist (Gdzieśkolwiek jest, jeśliś jest …, Regie: Krzysztof Zanussi)
- 1990: Vincent und Theo (Vincent and Theo, Regie: Robert Altman)
- 1990: Hand aufs Herz (La fracture du myocarde, Regie: Jacques Fansten)
- 1993: Schweigende Zunge (Silent Tongue, Regie: Sam Shepard)
- 1993: Roulez jeunesse! (Regie: Jacques Fansten)
- 1996: Lucky Punch (Regie: Dominique Ladoge)
- 1997: Zeus & Roxanne – Eine tierische Freundschaft (Zeus and Roxanne, Regie: George Trumbull Miller)
- 1997: Ein Leben wie Gott in Frankreich (Comme des rois, Regie: François Velle)
- 1998: Zug des Lebens (Train de vie, Regie: Radu Mihăileanu)
- 2004: Deadlines (Regie: Ludi Boeken, Michael A. Lerner)
- 2004: Dead Cool (Executive Producer, Regie: David Cohen)
- 2009: Der Engel mit den dunklen Flügeln (The Vintner’s Luck, Regie: Niki Caro)
- 2011: Q – Sexual Desire (Q) (Regie: Laurent Bouhnik)
- 2012: Vanishing Waves (Aurora, Regie: Kristina Buozyte)
- 2013: Jappeloup – Eine Legende (Jappeloup, Regie: Christian Duguay)

### Als Schauspieler
- 1996: Lucky Punch (Regie: Dominique Ladoge)
- 2004: Deadlines (Regie: Ludi Boeken, Michael A. Lerner)
- 2011: Q (Regie: Laurent Bouhnik)
- 2013: World War Z (Regie: Marc Forster)

### Als Regisseur
- 2002: Britney, Baby, One More Time
- 2004: Deadlines
- 2009: Unter Bauern – Retter in der Nacht